# Antica manifattura Brendel
L'Antica manifattura Robert Brendel & figli è stata una fabbrica fondata a Breslavia da Robert Brendel nel 1866; produceva modelli anatomici e morfologici di fiori, frutti e organi riproduttivi di piante, destinati all'insegnamento della botanica. Molti modelli Brendel, una perfetta fusione di arte e scienza, sono presenti in musei e scuole di tutto il mondo.

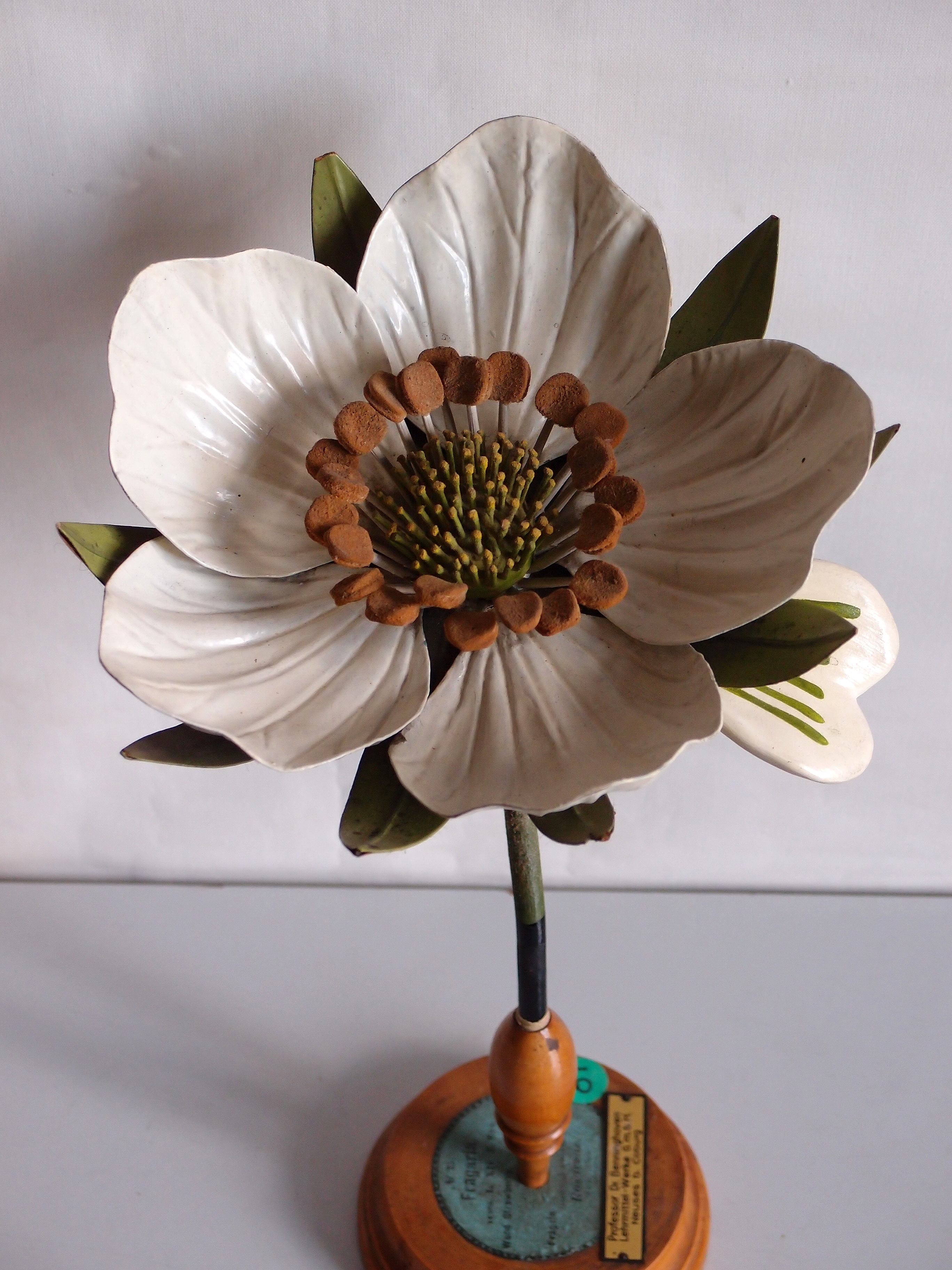
Fragaria vesca (Walderdbeere) Botanical Museum in Greifswald.

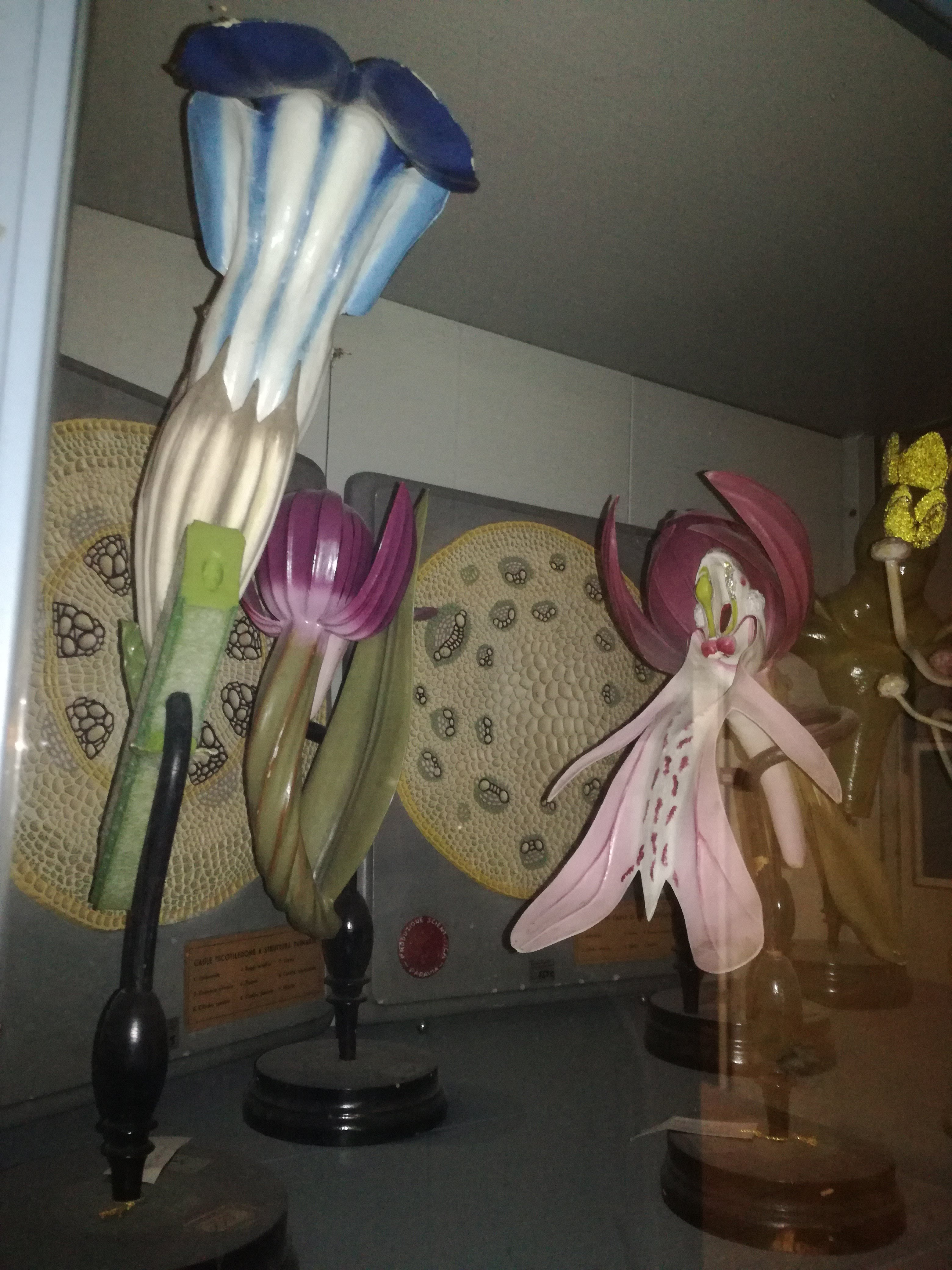
Modelli Brendel. Liceo ginnasio Dante di Firenze.

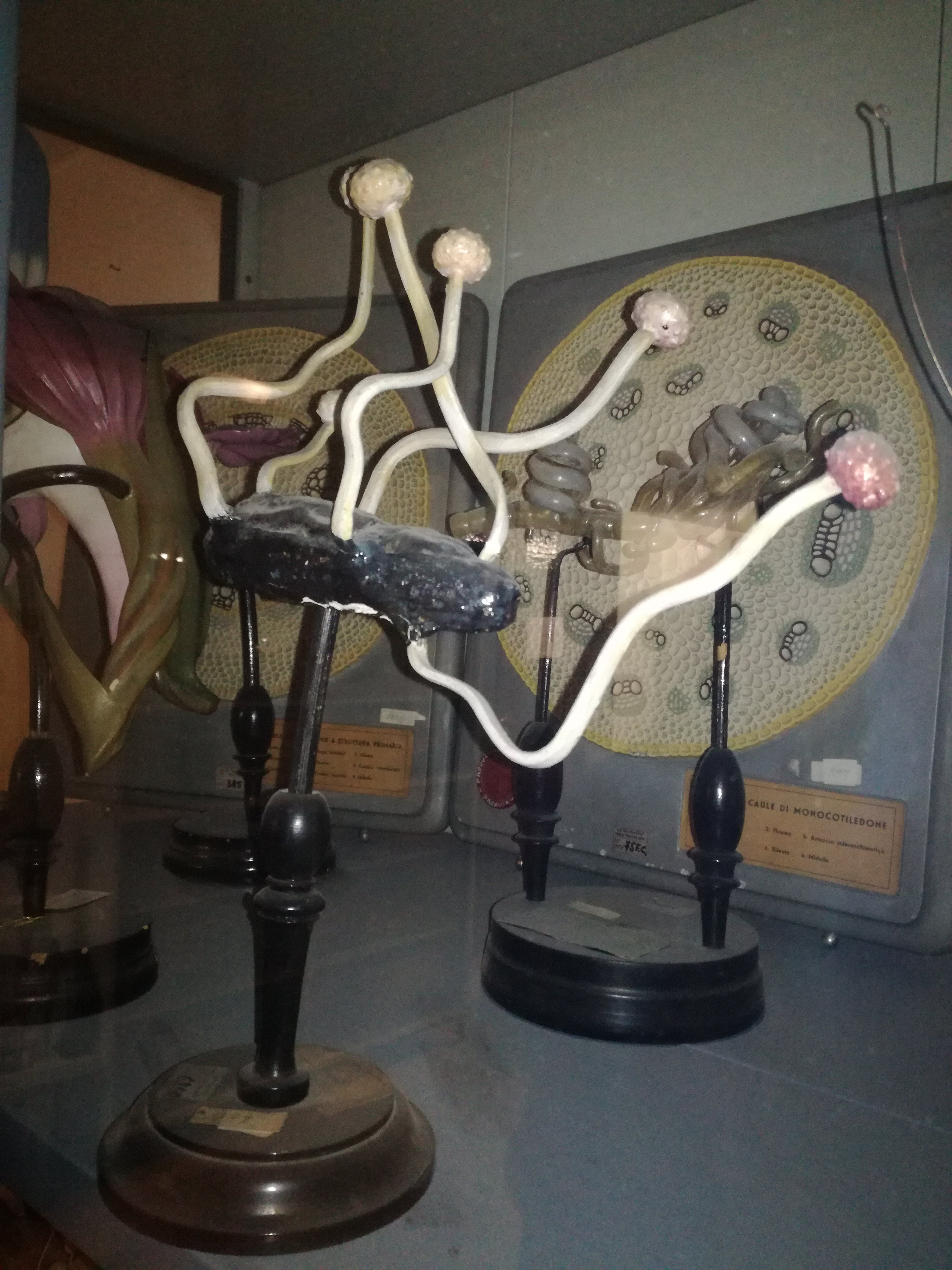
Modelli Brendel. Liceo ginnasio Dante di Firenze.

## Storia
Tra la fine del '700 e i primi decenni del '900 in Francia, Germania e Italia fiorirono e si affermarono manifatture specializzate nella realizzazione di modellistica scientifica a scopo didattico, ognuna specializzata in un diverso ambito e disciplina. L'uso dei modelli evitava gli inconvenienti causati dall'elevata deperibilità e dalla scarsa reperibilità dei materiali viventi facilitando lo studio dell'anatomia, zoologia, embriologia e botanica.
Una delle più antiche fabbriche, attiva già dal 1771, fu l'Officina ceroplastica fiorentina, che per circa un secolo produsse modelli anatomici in cera per lo studio della medicina; dal 1827 in Francia simili modelli furono realizzati in cartapesta da Louis Thomas Jérôme Auzoux (1797 - 1880); dal 1860 Leopold Blaschka a Dresda studiò e realizzò modelli in vetro soffiato di molluschi e vegetali; Jean Baptiste Barla, esperto in anatomia umana e comparata, dopo il 1865 usò il gesso per riprodurre modelli soprattutto micologici.
Gli esemplari venivano realizzati in serie uniche e prodotti in numero molto limitato, dato l'elevato costo dei materiali e lunghi tempi di lavorazione, che solo poche e ricche istituzioni potevano permettersi. Dalla metà del secolo XIX, insieme ai "modelli preziosi", vennero prodotti anche "modelli poveri", fatti con materiali economici, destinati alle scuole per l'insegnamento delle scienze naturali. La Manifattura Brendel si specializzò e si affermò nella modellistica botanica "povera", dai costi contenuti.

### Robert e Reinhold Brendel
Robert Brendel nacque intorno al 1821 in Polonia da una famiglia di origine ebraica. Non si sa molto riguardo alla sua infanzia e gioventù. Avviò la sua attività nel 1860 a Breslavia, creando modelli di piante in cartapesta, come sussidi didattici da utilizzare in mancanza di materiale fresco. Operò sotto la consulenza scientifica del farmacista Carl Leopold Lohmeyer, appassionato botanico. All'inizio produceva prevalentemente modelli di piante officinali, poi, su suggerimento di Ferdinand Julius Cohn, direttore dell'Istituto di fisiologia vegetale dell'Università di Breslavia, primo istituto del genere nel mondo, estese la produzione anche a modelli di piante di uso agronomico, alla botanica sistematica e all'anatomia vegetale. Successivamente estese la produzione anche a campioni di zoologia, antropologia e cristallografia.
Una prima collezione dei modelli Brendel fu esposta nel 1865 al Congresso botanico di Amsterdam sotto l'egida di Cohn. L'anno successivo a Breslavia iniziò la produzione industriale con una prima offerta di circa trenta specie diverse utilizzate per l'insegnamento anche dallo zoologo professore Alfred Moquin-Tandon e da Louis Thomas Jerome Auzoux. Questi a sua volta aveva sviluppato modelli anatomici in cartapesta smontabili, caratteristica imitata da Robert Brendel che, con l'uso di piccole cerniere e ganci metallici, consentiva di "dissezionare" o "disassemblare" i pezzi aumentandone la valenza didattica.
Intorno al 1875 Robert si trasferì a Berlino e continuò l'attività al Kurfürstendamm 101. 
Nel 1896 il figlio Reinhold, nato nel 1861, rilevò la ditta paterna e, alla consueta produzione, affiancò la pubblicazione in proprio di cataloghi illustrati ("Brendel Verlagsanstalt für Lehrmittel") necessari alla vendita per corrispondenza a scuole e istituti in Europa e oltreoceano. Nel 1898 trasferì la ditta a Grunewald. 

Alla fine dell'800, dopo oltre trent'anni di attività e grazie all'elevato rigore scientifico dei prodotti, la Manifattura Brendel era conosciuta a livello mondiale e la richiesta commerciale era altissima.
I modelli ottennero premi in diverse esposizioni: a Mosca (1872), Colonia (1890), Chicago (1893), Parigi (1900), Santiago (1902), St. Louis (1904), Bruxelles e Buenos Aires (1910). Il catalogo del 1913/1914 ne comprendeva oltre 300: modelli semplici per le scuole superiori e altri più complessi per musei e università.
Nel 1925 Reinhold trasferì di nuovo l'attività in Polonia, a Neumarkt, oggi conosciuta come Środa Śląska). Robert morì il 22 gennaio 1898 all'età di 77 anni; Reinhold il 17 agosto 1927 all'età di 66 a Legnica. Per la sua attività fu decorato con la medaglia di bronzo di Prussia nel 1896, e con quella d'argento nel 1901.
Non si sa se altri familiari proseguirono il lavoro; è probabile che la chiusura definitiva della manifattura abbia coinciso con l'approvazione delle leggi razziali durante il periodo nazista del terzo Reich, in quanto la famiglia Brendel era di origine ebraica.

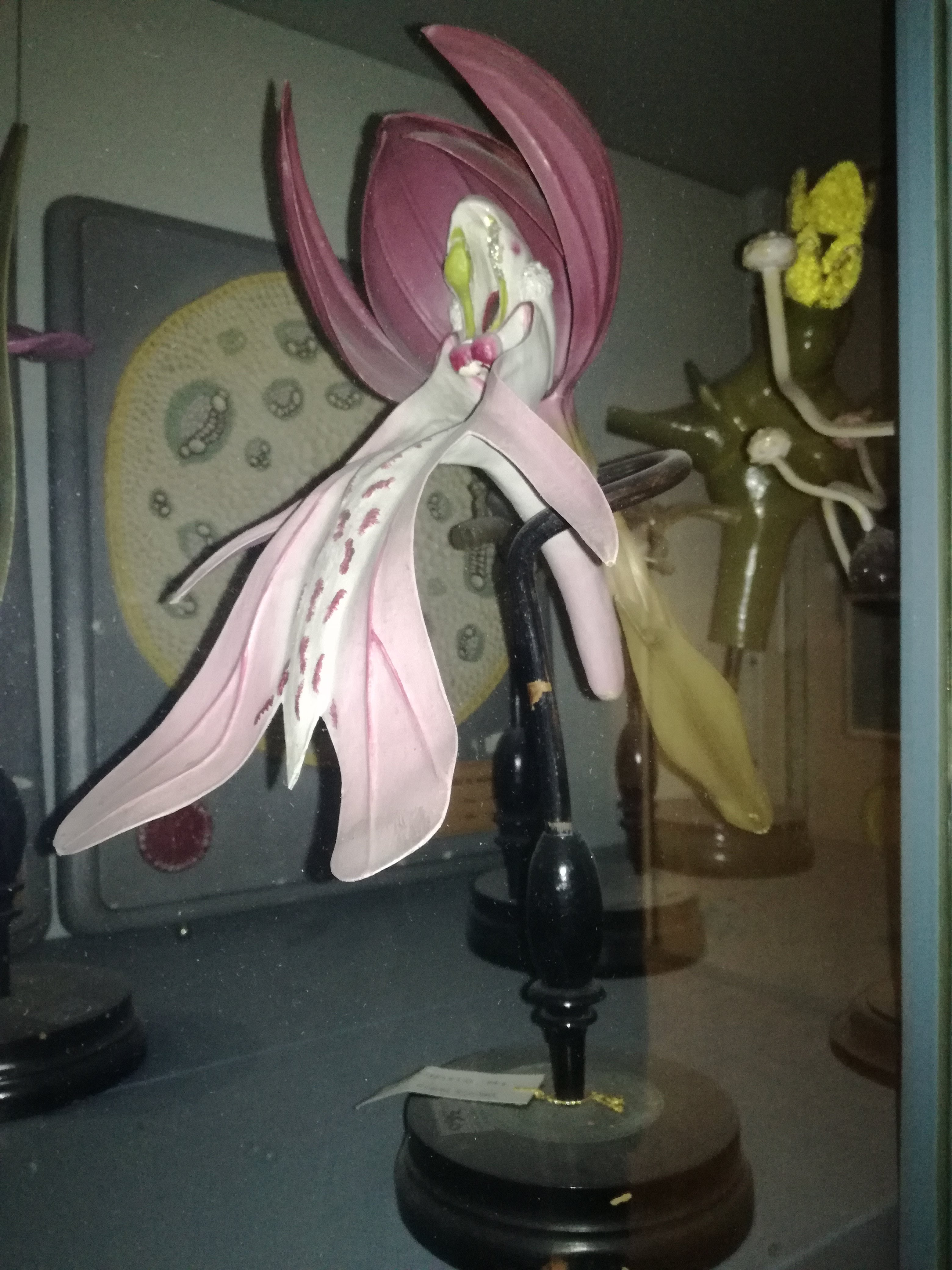
Modelli Brendel. Liceo Ginnasio Dante di Firenze.

### Modelli didattici
Il loro potenziale didattico fu colto da molte istituzioni scolastiche che intravidero un significativo miglioramento dello studio rispetto ai metodi consueti, basati prevalentemente su disegni, stampe o fotografie, o sulla pratica assai diffusa di sezionare le piante per studiarne la composizione, con inevitabili conseguenze di corruzione e decomposizione. 
Poter disporre di modelli a colori, riproduzioni fedeli di quelli reali, a tre dimensioni e immutabili nel tempo, favorì soprattutto le facoltà a indirizzo scientifico, che potevano mostrare dissezioni “virtuali” e dimensioni microscopiche, grazie a sezioni fortemente ingrandite.
Per raggiungere un alto livello di precisione e garantire l'accuratezza delle riproduzioni, i Brendel collaborarono con scienziati rinomati quali Eduard Eidam di Breslavia, Alexander Tschirch di Berna, Leopold Kny di Berlino, Emmerich Ráthay (1845 - 1900) di Klosterneuburg, Lajos Jurányi (1837-1897) di Nyíregyháza, Gustav Höstermann di Dahlem.
Le collezioni Brendel, nella seconda metà del XX secolo, furono sostituite da nuovi sussidi didattici e i modelli rimasero dimenticati nei magazzini universitari sparsi per il mondo, spesso in condizioni di disagio e negligenza. Alcuni pezzi furono venduti negli anni '90, poi restaurati e rivenduti nel mercato dell'antiquariato; alcune istituzioni, che ne erano ancora in possesso, ne riconobbero il valore, li recuperarono e li misero in mostra nei loro musei.

## Tecnica di realizzazione e materiali
La realizzazione era preceduta dalla messa a punto di calchi sui quali venivano plasmati i modelli con l'uso prevalente di cartapesta e l'aggiunta di altri materiali individuati nel corso dei vari restauri:
- Basi: cera, cellulosa, farina o salda d'amido, resina vegetale, gomme vegetali (rinforzate con fibre), tela di cotone gessata, legno, piume lana, vetro, midollo di canna, seta, gelatina animale, cristallo, rattan.
- Leganti: gomme vegetali, gommalacca, cellulosa, collagene animale, perle di colla.
- Coloranti: bianco di zinco, grani di blu cobalto, vermiglione, tempere, pittura ad olio.

Gli esemplari venivano colorati con tempere e lucidati con lacca e cera; la dimensione poteva raggiungere i 60 cm di altezza. Ogni modello era sostenuto da un supporto in rattan (Calamus), dritto o incurvato, inserito in una base in legno, che nei modelli più antichi era verniciata di nero, mentre nei modelli prodotti ai primi del novecento era in legno chiaro. Sul basamento veniva fissata un'etichetta molto dettagliata, con il nome in latino e il nome volgare in varie lingue, il numero di serie, la scala e i dettagli di fabbrica.

## Modelli Brendel nel mondo
(Elenco parziale)
 Italia
- Firenze

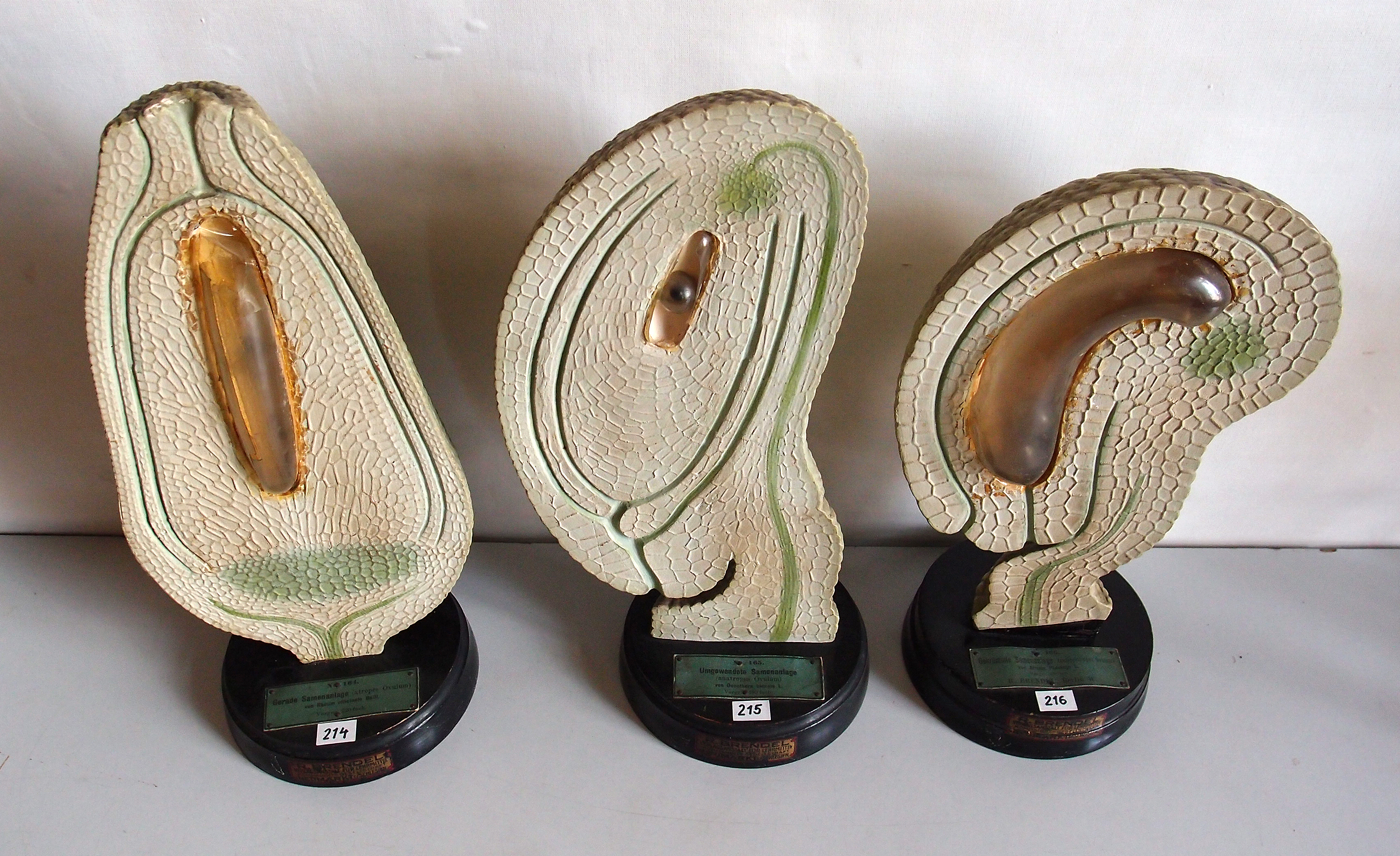
Modelli dalla collezione del Museo Botanico di Greifswald, Germania.

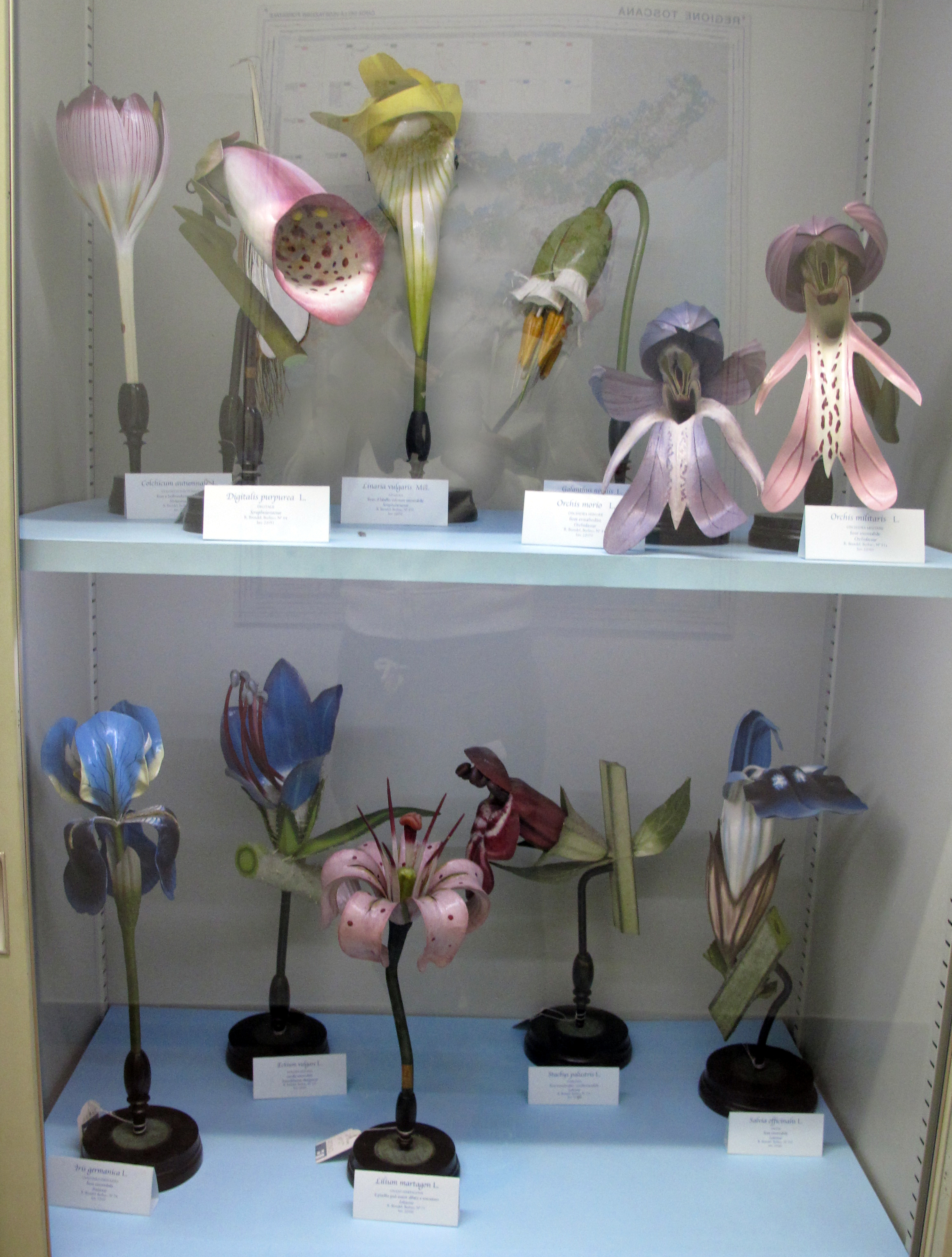
Collezione Brendel. Dipartimento di biologia vegetale, Firenze.

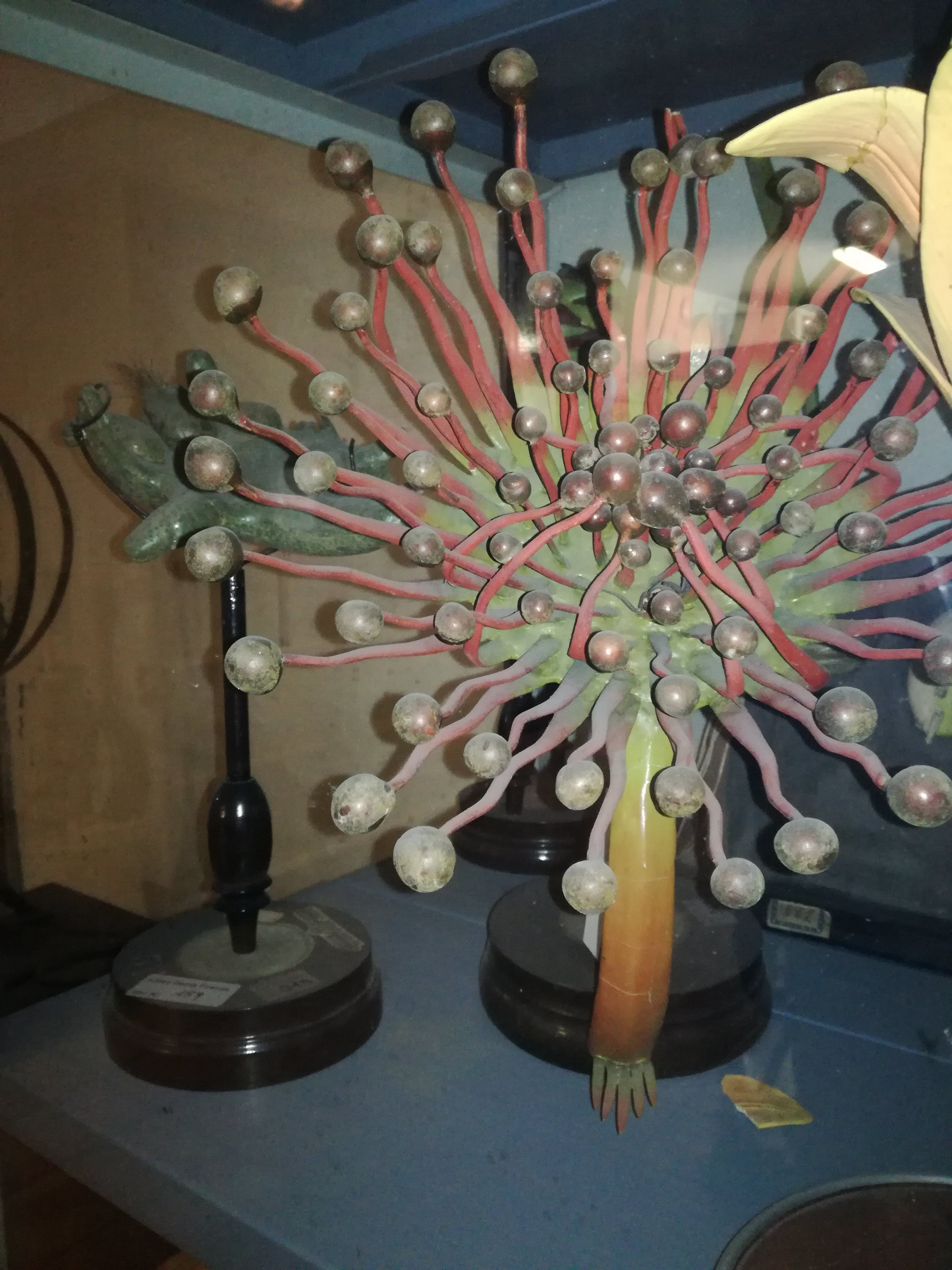
Modelli Brendel. Liceo ginnasio Dante di Firenze.

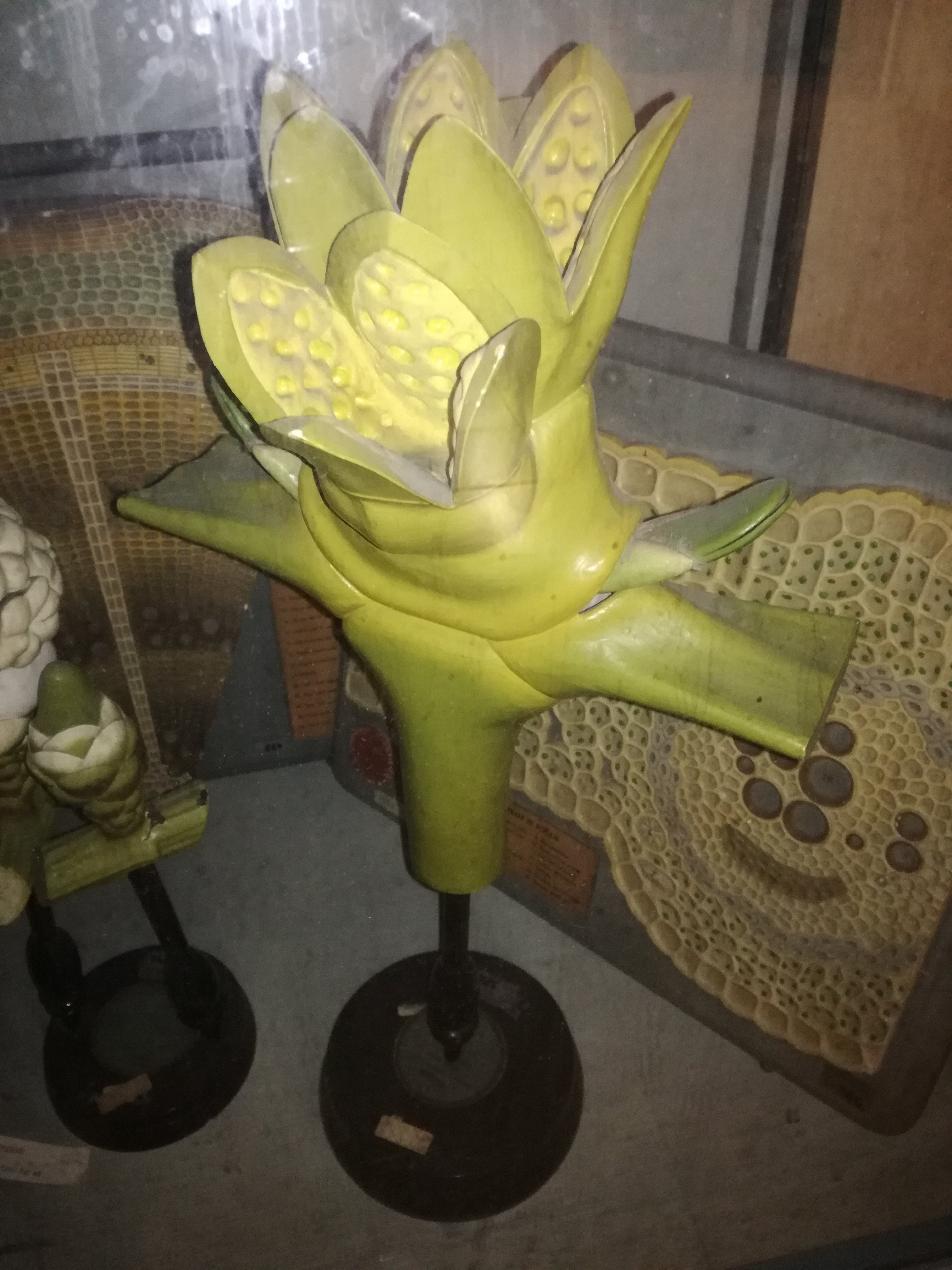
Modelli Brendel. Liceo ginnasio Dante di Firenze.

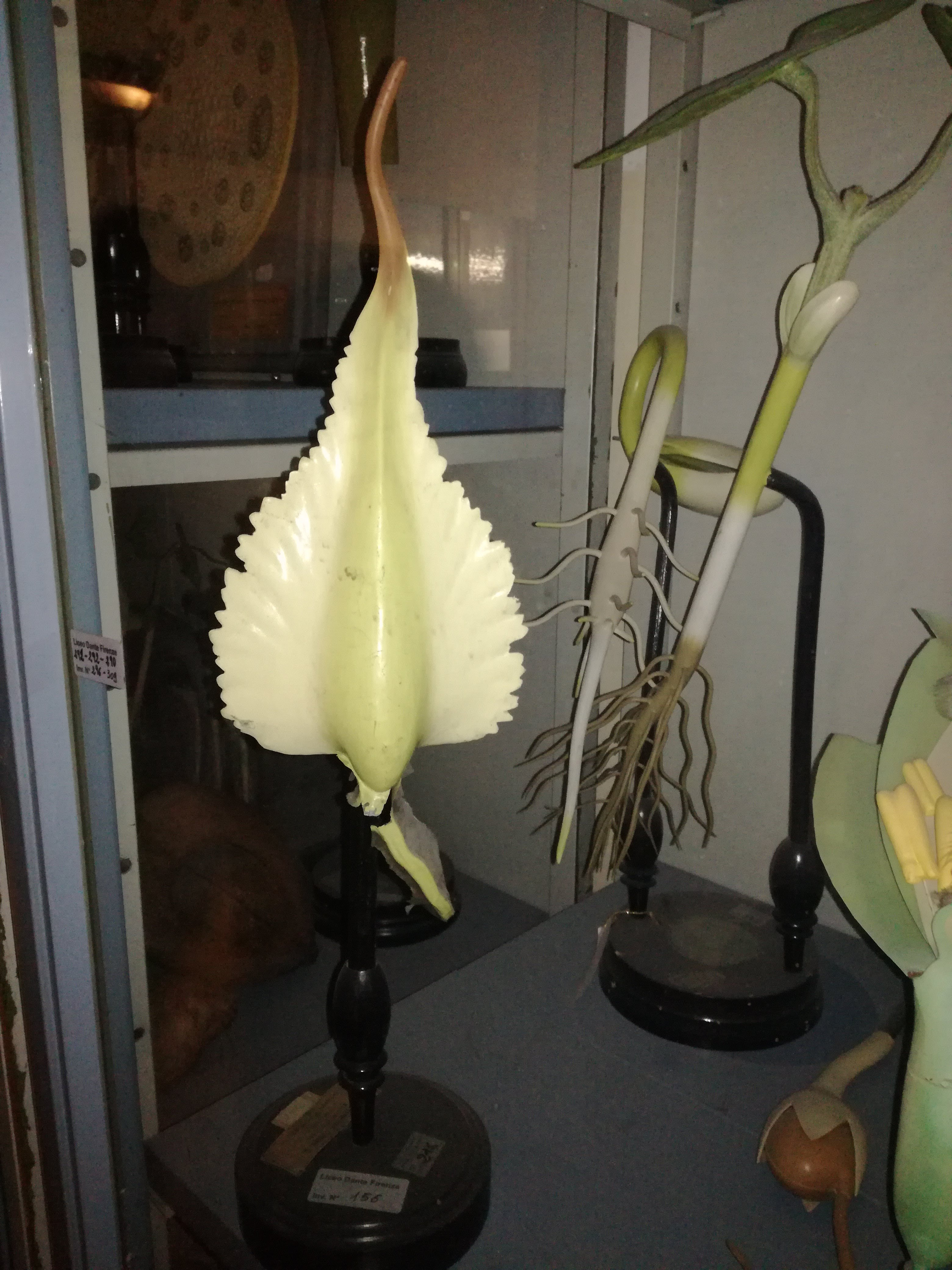
Modelli Brendel. Liceo ginnasio Dante di Firenze.

  - Museo della Fondazione scienza e tecnica, custodisce circa 180 esemplari acquistati tra il 1882 e il 1904 da Pietro Marchi, Oreste Mattirolo (nel 1898) e altri. Nel 2003 sono stati restaurati dall'Opificio delle pietre dure)[12][13]
  - Dipartimento di Biologia Evoluzionistica. Laboratorio di Biologia Vegetale dell'Università degli studi di Firenze[14][15]
  - Liceo ginnasio Dante (27 pezzi)
  - Liceo classico "Galileo"
  - Liceo classico Michelangiolo
  - Liceo statale Niccolò Machiavelli
  - Liceo scientifico statale Leonardo da Vinci
  - Istituto statale della SS. Annunziata
  - Scuola media "Italo Calvino" (33 pezzi)[16]
- Bologna, Museo Botanico dell'Università di Bologna (95 modelli)[17]
- Napoli, Orto Botanico (109 esemplari di strutture floreali e vegetative)[18]
- Redagno (BZ), Hotel Zirmerhof (200 modelli)[19]
- Perugia, Istituto Tecnico Vittorio Emanuele[20]

In Europa
- Germania
  - Museo botanico di Greifswald[21]
- Regno Unito
  - World Museum di Liverpool[22]
  - Museo zoologico dell'Università di Aberdeen (oltre 150 modelli)[23]
  - Whipple Museum of the History of Science presso l'Università di Cambridge (22 modelli)  Herbology Manchester di Manchester[24]
  - Bolton Museum (40 modelli)
- Paesi Bassi
  - Museo dell'Università di Amsterdam
  - Museo Boerhaave di Leida
  - Utrecht University Museum
  - Università tecnica di Delft (TU Delft)[25]
- Francia
  - Università della Borgogna[26]
  - Giardino Botanico dell'Università di Strasburgo[27]
  - Musée Buffon di Montbard[28]
  - Museo d'Orsay
  - Société botanique de France
  - Musée d'Economie botanique de Verrières-le-Buisson
  - Università di Lille
  - Università di Rennes
  - Herbarium LY a Lione
- Portogallo
  - Universidade de Coimbra (25 modelli)[29]
  - Museo di Storia e Scienze Naturali dell'Università di Porto
- Austria, Università di Vienna
- Russia, Dipartimento di botanica dell'Università statale di San Pietroburgo
- Spain, Herbarium MAF, Facoltà di Farmacia, Università Complutense di Madrid

Fuori dall'Europa
- Argentina, National College di Buenos Aires
- Australia, Università di Melbourne[30]
- Stati Uniti, Smithsonian Institute[31].